# Taseq

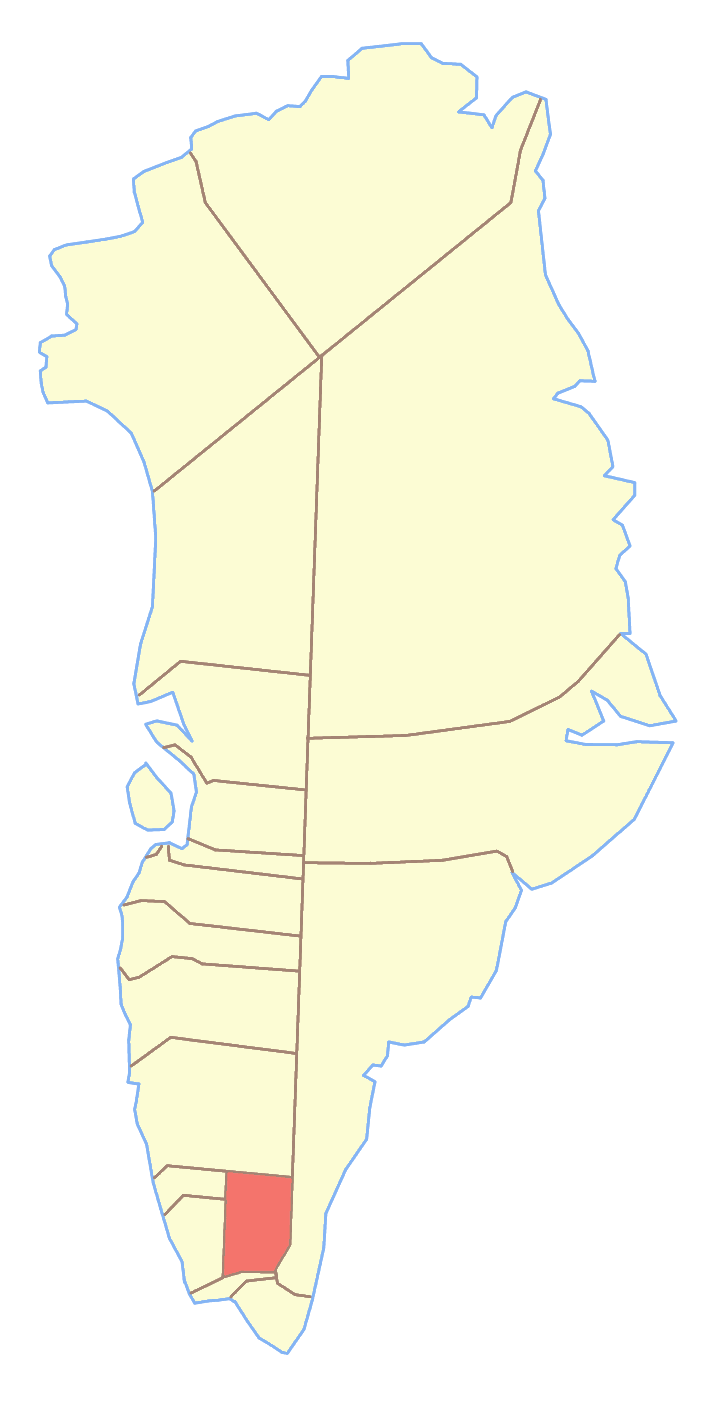
Ex comune di Narsaq, dove si trovava il Taseq

Il Taseq (in groenlandese significa il lago) è un lago della Groenlandia. Si trova in una conca a 518 m sul mare, a 60°58'N 45°57'O; appartiene al comune di Kujalleq.